# Ајше Хатун I
Ајше Хатун I (тур. Ayşe Hatun; 1453. - 1504. или 1514) је била султанија Османског царства, супруга султанa Бајазита II и помајка султана Селима I.

## Биографија
Рођена је 1453, у околини града Елбистана, као ћерка једанаестог владара Дулкадири династије, Алаудевлеа Беја. Њено име при рођењу је било Ајше. Око 1469, се удала за султанa Бајазита II, вероватно у Амасији. Ајше је умрла око 1504. или 1514, у Трапезунту. Неки данас тврде да је Ајше могла бити биолошка мајка султана Селима I, али у стварности је Селимова мајка била Гулбахар Хатун.